# Reinerit
Reinerit (IMA-Symbol Rnr) ist ein sehr selten vorkommendes Mineral aus der Mineralklasse der „Oxide und Hydroxide“ mit der chemischen Zusammensetzung Zn3(AsO3)2 und damit chemisch gesehen ein Zink-Arsenit.
Reinerit kristallisiert im orthorhombischen Kristallsystem und entwickelt grob ausgebildete, pseudohexagonale Kristalle bis knapp 5 cm Größe, kommt aber auch in Form von großen Krusten vor. Das Mineral ist durchsichtig und meist von lichtgelbgrüner Farbe, die allerdings unter Lichteinwirkung mit der Zeit ins Meerblaue wechselt. Die Kristall- und Bruchflächen weisen einen glas- bis diamantähnlichen Glanz auf.

## Etymologie und Geschichte
Erstmals entdeckt wurde Reinerit in Mineralproben aus der Tsumeb Mine in Namibia, die der damalige Mineraloge der Tsumeb Mine Bruno Hermann Geier dort gesammelt hatte. Die Analyse und Erstbeschreibung führte Geier zusammen mit dem Physiker Kurt Weber durch. Das Mineral benannten sie nach dem Seniorchemiker der Tsumeb Corp.Ltd. Willy Reiner und veröffentlichten die Erstbeschreibung 1958 im Fachmagazin Neues Jahrbuch für Mineralogie, Monatshefte.
Das Typmaterial des Minerals wird im Institut für Mineralogie und Kristallographie der Technischen Universität Berlin (IMK-TU) in Berlin unter den Inventarnummern 94/32 oder 89-3, 86/70 und 86/71 (HT) und in der Mines ParisTech (auch École nationale supérieure des mines de Paris, ENSM) in Paris unter der Inventarnummer 50963 (CT) aufbewahrt.
Da der Reinerit bereits im Gründungsjahr der International Mineralogical Association (IMA) bekannt und als eigenständige Mineralart anerkannt war, wurde dies von ihrer Commission on New Minerals, Nomenclature and Classification (CNMNC) übernommen und bezeichnet den Reinerit als sogenanntes „grandfathered“ (G) Mineral. Die seit 2021 ebenfalls von der IMA/CNMNC anerkannte Kurzbezeichnung (auch Mineral-Symbol) von Reinerit lautet „Rnr“.

## Klassifikation
Bereits in der veralteten 8. Auflage der Mineralsystematik nach Strunz gehörte der Reinerit zur Mineralklasse der „Oxide und Hydroxide“ und dort zur Abteilung „Arsenite, Selenite, Tellurite und Jodate“, wo er gemeinsam mit Armangit, Asbecasit, Finnemanit, Magnussonit, Stenhuggarit und Trigonit in der Gruppe „Arsenite“ mit der Systemnummer IV/G.01 steht.
In der zuletzt 2018 überarbeiteten Lapis-Systematik nach Stefan Weiß, die formal auf der alten Systematik von Karl Hugo Strunz in der 8. Auflage basiert, erhielt das Mineral die System- und Mineralnummer IV/J.01-010. Dies entspricht ebenfalls der Klasse der „Oxide und Hydroxide“ und dort der Abteilung „Arsenite (mit As3+)“, wo Reinerit als einziges Mineral eine unbenannte Gruppe mit der Systemnummer IV/J.01 bildet.
Auch die von der International Mineralogical Association (IMA) zuletzt 2009 aktualisierte 9. Auflage der Strunz’schen Mineralsystematik ordnet den Reinerit in die Abteilung „Arsenite, Antimonite, Bismutite, Sulfite, Selenite, Tellurite; Iodate“ ein. Diese ist weiter unterteilt nach der möglichen Anwesenheit zusätzlicher Anionen und Kristallwasser. Das Mineral ist hier entsprechend seiner Zusammensetzung in der Unterabteilung „Arsenite, Antimonite, Bismutite; ohne zusätzliche Anionen, ohne H2O“ zu finden, wo es als einziges Mitglied eine unbenannte Gruppe mit der Systemnummer 4.JA.10 bildet.
In der vorwiegend im englischen Sprachraum gebräuchlichen Systematik der Minerale nach Dana hat Reinerit die System- und Mineralnummer 45.01.01.01. Das entspricht der Klasse der „Phosphate, Arsenate und Vanadate“ und dort der Abteilung „Saure und normale Antimonite, Arsenite und Phosphite“. Hier findet er sich innerhalb der Unterabteilung „Saure und normale Antimonite, Arsenite und Phosphite mit verschiedenen Formeln“ als einziges Mitglied in einer unbenannten Gruppe mit der Systemnummer 45.01.01.

## Kristallstruktur
Reinerit kristallisiert in der orthorhombischen Raumgruppe Pbam (Raumgruppen-Nr. 55) mit den Gitterparametern a = 6,09 Å; b = 14,41 Å und c = 7,81 Å sowie 4 Formeleinheiten pro Elementarzelle.
Die Kristallstruktur von Reinerit besteht aus eckenteilenden ZnO4-Tetraedern, die parallel der a-Achse [100] doppelte Kettenreihen bilden. Diese werden durch kantenverknüpfte Dimere aus ZnO4-Tetraedern und trigonalen AsO3-Pyramiden verbunden.

## Bildung und Fundorte
Reinerit bildet sich in der tiefen Oxidationszone von hydrothermalen polymetallischen Erzlagerstätten innerhalb von Dolomitgestein. Als Begleitminerale können unter anderem Adamin, Bornit, Chalkosin, Gebhardit, Hemimorphit, Hydrozinkit, Olivenit, Smithsonit und Willemit auftreten.
An seiner Typlokalität in der Tsumeb Mine fand sich das Mineral in der sogenannten zweiten Oxidationszone in einer Tiefe von 900 m. Es ist zudem der bisher einzige dokumentierte Fundort für Reinerit in Namibia.
In Deutschland kennt man mit den Schlackenhalden der ehemaligen Ochsenhütte (heute Schutzgebiet) nahe der Granetalsperre und der Stadt Langelsheim im niedersächsischen Landkreis Goslar bisher ebenfalls nur einen Fundort.
Die einzigen weiteren bestätigten Fundorte weltweit sind das Dunzhugur-Ophiolith-Massiv im Westsajan-Gebirge in der russischen Region Krasnojarsk und die Sterling Mine am Sterling Hill nahe Ogdensburg (New Jersey) in den vereinigten Staaten von Amerika. Ein möglicher Fundort in der Blei-Zink-Lagerstätte Lalongla im Kreis Riwoqê des Autonomen Gebiets Tibet in der Volksrepublik China gilt bisher als fraglich.